# Українсько-російський економічний форум «Харків 2001»

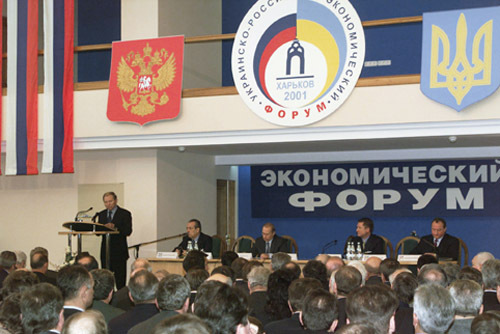
Пленарне засідання форуму, 14 грудня 2001 року

Українсько-російський економічний форум «Харків 2001» — форум ділових кіл України й Російської Федерації, який відбувся 13-14 грудня 2001 року в Харкові. У форумі взяли участь президент України Леонід Кучма, президент Російської Федерації Володимир Путін і понад 1,5 тисячі представників великого та середнього бізнесу України та Росії. Організатор і голова форуму — губернатор Харківської області Євген Кушнарьов.
За результатами форуму було підписано ряд бізнес-угод між представниками обох країн. Форум став першим заходом глобального масштабу взаємодії бізнес-еліт двох країн в пострадянський період.

## Історія

### Задум проведення
Згідно з інформацією мас-медіа, економічний форум в Харкові задовго до свого початку отримав ознаки історичної події і викликав великий ажіотаж. Основним поштовхом до проведення даного форуму вважається заява Володимира Путіна, згідно з яким 2002 рік у Російській Федерації був офіційно оголошений роком України в Росії.

### Організація
У форумі замість заявленої тисячі — взяло участь 1,5 тисячі учасників. ЗМІ писали, що несподіваний наплив великої кількості бізнесменів до Харкова поставив готельну сферу міста в скрутне становище. У складі російської делегації фактично прибуло 300 осіб, але з проханнями про поїздку в Україну звернулося понад 1200 підприємств, банківських та фінансових структур. Їм було переважно відмовлено, оскільки зал не міг вмістити усіх бажаючих. Загалом у делегації Російської Федерації була представлена половина регіонів РФ. Брало участь 25 міністерств і відомств, приїхали групи депутатів Державної думи, сенаторів. Серед найбільших бізнесменів прибули керівники «Сибірського алюмінію», Асоціації промислово-фінансових груп, АТ «КамАЗ», концерну «Росенергоатом», «Ітери», «Лукойлу» і інших підприємств.

### Хід форуму

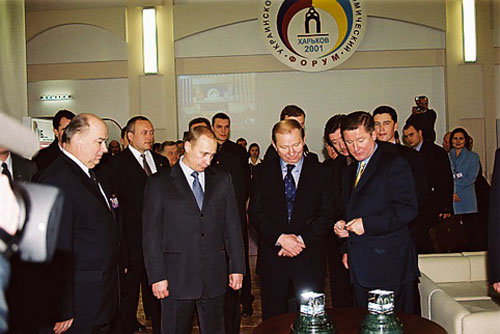
Президент Росії Володимир Путін, президент України Леонід Кучма, губернатор Харківської області Євген Кушнарьов під час форуму, 14 грудня 2001 року

На форумі працювало шість круглих столів, напрямками яких були:
- Промисловість;
- Транспорт;
- Зв'язок;
- Паливно-енергетичний;
- Оборонно і агропромисловий комплекси;
- Банківсько-фінансова сфера;
- Міжрегіональне співробітництво.

Форум з моменту свого початку набув ділового характеру. Були обговорені загальні питання співпраці двох країн, і констатовано, що основною метою виходу з кризи 1990-х років має стати відновлення власного промислового виробництва з метою наповнення внутрішнього ринку, із залученням для цих цілей капіталу вітчизняних і зарубіжних інвесторів.
Велика увага була приділена питанням розвитку, модернізації, заміни та розширення генеруючих потужностей електроенергетики. Запропоновано більше 50 проєктів співпраці в сфері виробництва нових турбін, в області виробництва обладнання, запасних частин і комплектуючих вузлів діючих атомних електростанцій, розвиток обладнання для систем видобутку і транспортування природного газу. В обговоренні взяли участь представники основних українських і російських компаній нафтової і газової галузі.
Істотна частина форуму була присвячена питанням оборонно-промислового комплексу. Сторони обговорили питання військового літако- і вертольотобудування. Частина питань стосувалася співпраці у сфері космосу і ракетобудування, патентування новітніх технологій, наукомісткого виробництва, проведення фундаментальних досліджень.
Велика увага була приділена банківської та фінансової сфер. Було висловлено пропозицію про створення аналітичного українсько-російського центру для аналізу та експертизи спільних проєктів. У секції з питань міжрегіонального співробітництва розглядалося питання про створення спільної україно-російської комісії з синхронізації законодавства. Також обговорювалися пропозиції про створення спільних україно-російських засобів масової інформації. Була ініціатива створення в Харкові спільного україно-російського університету зі змішаним складом викладачів.

## Результати
До вечора першого дня форуму було підписано понад 20 договорів за різними напрямками. Зокрема, ВАТ «Воркутауголь» уклало договір на поставку 600 тисяч тонн вугілля, що коксується. Державна холдингова компанія «Дніпровський машинобудівний завод» підписала угоду про подальшу співпрацю в розвитку телекомунікаційних мереж на базі спільних розробок в галузі зв'язку. П'ять регіонів України підписали договори співпраці з Мурманської областю. Також були сформовані угоди про постачання російського лісу в обмін на українські товари, про транзит газу через територію України, про спорудження нових блоків атомних станцій та інші питання.
За результатами форуму одним з напрямків співпраці було визначено розвиток виробництва сучасних акумуляторних батарей в Росії і в Україні. Учасники бізнес-форуму в якості пріоритетного вибрали напрямок на створення спільних підприємств для модернізації існуючих і будівництва нових заводів в Росії і в Україні "для випуску акумуляторних батарей для всіх видів транспорту, сільськогосподарської та військової техніки, систем зв'язку та телекомунікацій, атомних електростанцій; створення екологічно чистих виробництв для їх утилізації ". У червні 2002 року у виконання рішень форуму було створено спільне російсько-українське ТОВ «ИСточник ТОка Курский» (Росія, Курськ, скорочено — завод «Исток»).